# Aristarque (cratère)
Pour les articles homonymes, voir Aristarque.
Aristarque est un cratère d'impact sur la face visible de la Lune. Parfois qualifié de « phare de la lune », Aristarque est la plus brillante des formations lunaires, avec un albédo deux fois supérieur aux autres, et une des formations lunaires les plus jeunes (450 millions d'années environ).
Le cratère est observé pour la première fois en 1645 par Johannes Hevelius. Le nom international Aristarchus (forme latine puis anglaise d'Aristarque) est adopté officiellement par l'Union astronomique internationale en 1935,,, en référence à Aristarque de Samos (vers 310 av. J.-C. - vers 230 av. J.-C.),,.

## Sélénographie

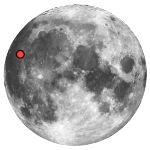
Localisation d'Aristarchus.

Aristarque est situé sur un relief rocheux connu sous le nom de plateau d'Aristarque, au milieu d'Oceanus Procellarum. Ce plateau de teinte brune (résultat d'éruptions pyroclastiques, ces débris projetés sur plus de 50 km forment une tache brillante bien visible au moment de la pleine Lune) est un bloc crustal incliné d'environ 200 km de diamètre qui s'élève à une altitude maximale de 2 km au-dessus de la mare lunaire dans sa région sud-est. Aristarque, cratère jeune (450 millions d'années environ) donc très lumineux (peu soumis à l'érosion spatiale), est situé juste à l'est du cratère Hérodote. Au-dessus de ces deux cratères partent deux grandes failles qui délimitent une région appelée vallée de Schröter, rivière de lave sinueuse issue d'un cratère irrégulier en forme de tête de cobra.
Son dispositif le plus lumineux est le petit piton central. Le cratère a un mur externe en terrasse couvert d’une couverture lumineuse d'éjectas qui se propagent vers le sud et le sud-est, ce qui suggère qu'Aristarque a probablement été formé par un impact météoritique oblique (astéroïde d'environ 2 km de diamètre) en provenance du nord-est,.
Aristarque est le cratère lunaire le plus lumineux, si bien que les sélénographes du XIXe siècle l'utilisaient pour définir leur échelle de luminosité : 0 = totalement noir, 10 = blanc éblouissant du pic central d'Aristarque.

## Cratères satellites
Les cratères satellites sont de petits cratères situés à proximité du cratère principal. Ils sont nommés du même nom mais accompagné d'une lettre majuscule complémentaire (même si la formation de ces cratères est indépendante de la formation du cratère principal). Par convention, ces caractéristiques sont indiquées sur les cartes lunaires en plaçant la lettre sur le point le plus proche du cratère principal. Liste des cratères satellites d'Aristarque :

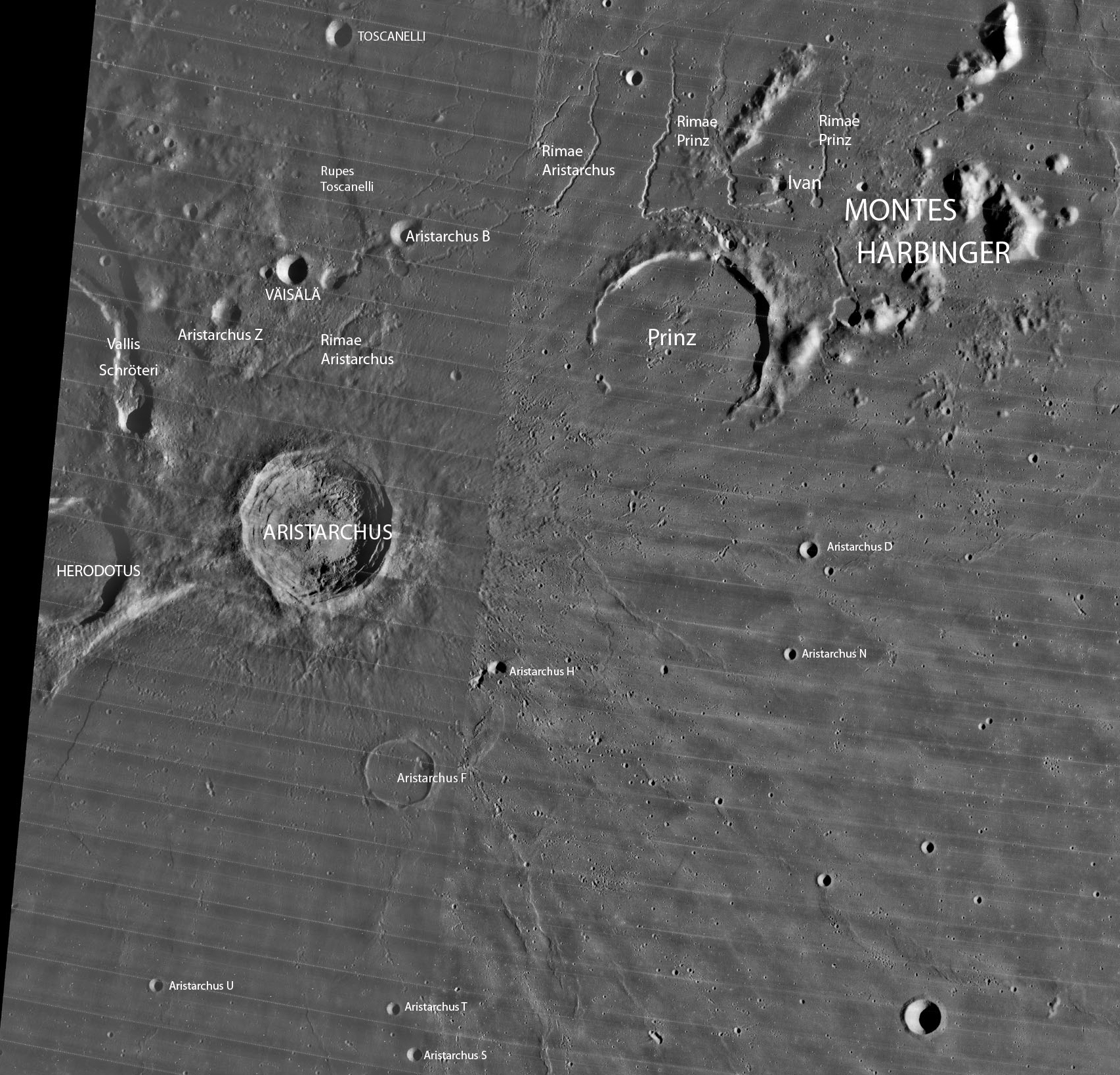
Aristarque et ses cratères satellites.

| Aristarque | Latitude | Longitude | Diamètre |
| ---------- | -------- | --------- | -------- |
| B          | 26.3° N  | 46.8° W   | 7 km     |
| D          | 23.7° N  | 42.9° W   | 5 km     |
| F          | 21.7° N  | 46.5° W   | 18 km    |
| H          | 22.6° N  | 45.7° W   | 4 km     |
| N          | 22.8° N  | 42.9° W   | 3 km     |
| S          | 19.3° N  | 46.2° W   | 4 km     |
| T          | 19.6° N  | 46.4° W   | 4 km     |
| U          | 19.7° N  | 48.6° W   | 4 km     |
| Z          | 25.5° N  | 48.4° W   | 8 km     |